# Ingenika Range
Ingenika Range är ett berg i Kanada.   Det ligger i provinsen British Columbia, i den centrala delen av landet, 3 600 km väster om huvudstaden Ottawa. Toppen på Ingenika Range är 2 148 meter över havet, eller 30 meter över den omgivande terrängen. Bredden vid basen är 0,49 km.
Terrängen runt Ingenika Range är kuperad åt sydost, men åt nordväst är den bergig. Trakten runt Ingenika Range är nära nog obefolkad, med mindre än två invånare per kvadratkilometer.. Det finns inga samhällen i närheten.
Omgivningarna runt Ingenika Range är i huvudsak ett öppet busklandskap.